# Quest Pistols
Quest Pistols (с 2014 по 2022 год — Quest Pistols Show) — украинская музыкальная и танцевальная группа, получившая известность благодаря песням на русском языке.
Дебют группы состоялся в 2007 году на телепроекте «Шанс» украинского телеканала «Интер» с синглом «Я устал». В первоначальный состав коллектива входили Антон Савлепов, Никита Горюк и Константин Боровский, этот же состав выступает с 2022 года.
Группа издала три студийных альбома: «Для тебя» (2007), «Superklass» (2009), «Любимка» (2016), а также восемнадцать радиосинглов. Коллектив является обладателями наград «MTV Europe Music Awards» и «Золотой граммофон» (Россия). Все участники группы, как бывшие, так и нынешние, являются фанатами татуировок.

## История группы

### 2007—2011 (Quest Pistols)
Группа берет своё начало из танцевального балета Quest, трое участников которого, — Антон Савлепов, Никита Горюк и Константин Боровский решили выступить в новом для себя амплуа поп-звезд в музыкальном реалити-шоу «Шанс» и записали кавер на песню «Long and Lonesome Road» группы «Shocking Blue» под названием «Я устал». Их первое выступление, которое состоялось 1 апреля 2007 года, было хорошо воспринято публикой — за их песню телезрители отдали 60 000 голосов, сделав Quest Pistols знаменитыми. Клип на песню вышел в мае 2007 года и сразу же попал в ротацию музыкальных телеканалов.
Свой дебютный альбом «Для тебя» Quest Pistols представили 29 ноября 2007 года. Диск получил платиновую сертификацию по количеству продаж и получил положительные рецензии.
Позже группа записала кавер на песню «Белая стрекоза любви» Николая Воронова, клип на которую вышел 8 марта 2009 года и стал хитом «YouTube».
26 ноября 2009 года вышел второй студийный альбом группы — «Superklass», в который вошло 10 треков, на 2 из которых были сняты клипы.

### 2011—2013 (Quest Pistols)
В 2011 году группу покинул Константин Боровский, а на его место пришёл Даниил Мацейчук. В новом составе вышли такие видеоработы, как «Ты похудела» (feat. Лолита), «Разные», «Забудем всё» и «Ромео».
В 2013 году Даниил Мацейчук покинул группу. Позже он совместно с экс-солистом коллектива Константином Боровским организовал музыкальную группу «KBDM» и одноимённый бренд одежды.

### 2014—2015 (Quest Pistols Show)
С июня 2013 года по апрель 2014 года группа гастролировала в составе двух солистов — Антона Савлепова и Никиты Горюка, а также неизвестного участника в маске. В апреле состав пополнился Иваном Криштофоренко, Вашингтоном Саллесом и Мариам Туркменбаевой.
7 октября состоялась премьера клипа на песню «Санта Лючия» (кавер на песню Игоря Силивёрстова, появившуюся в 1991 году).
15 ноября 2014 года состоялась премьера шоу танцев — Quest Pistols Show, с которым музыканты отправились в мировое турне в январе 2015 года. Концепция этого шоу стала основой танцевальной философии группы, что впоследствии привело коллектив к формату шоу-проекта и смене названия на «Quest Pistols Show».
8 марта 2015 года состоялся релиз EP под названием «Soundtrack». В альбоме вышли новые песни группы, определившие её современное звучание — танцевальная, клубная хаус-музыка.
В начале сентября 2015 года в состав группы вернулся Даниил Мацейчук.
13 ноября состоялась премьера видеоклипа на песню «Пришелец», где вокальную часть исполнила Мариам Туркменбаева.

### 2015—2021 (Quest Pistols Show)

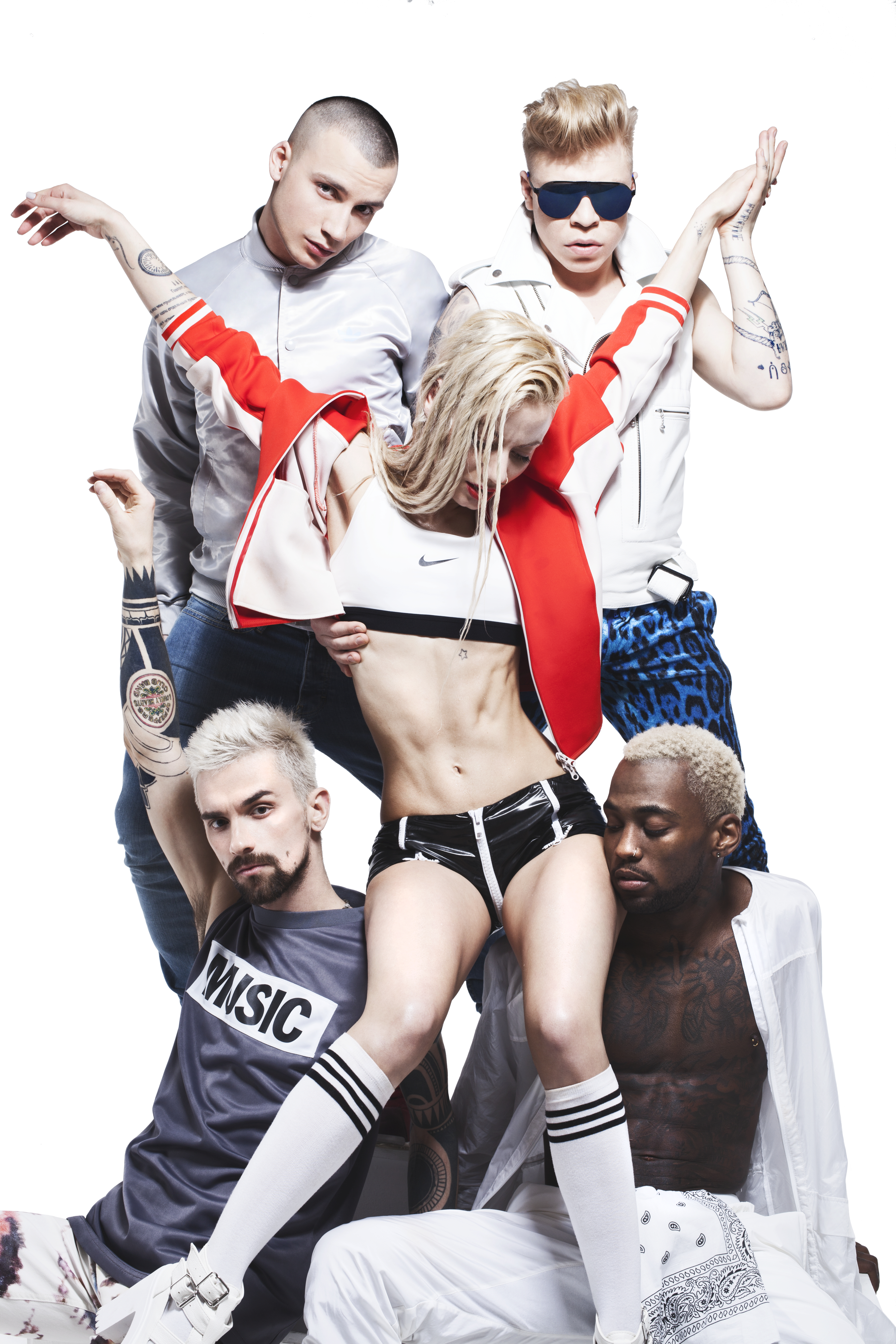
Quest Pistols Show в 2015 году

30 сентября 2015 года из группы ушёл Никита Горюк. Вслед за ним, 3 января 2016 года коллектив покинул последний фронтмен Антон Савлепов. Примерно в это же время первоначальное трио в составе Антона Савлепова, Никиты Горюк и Константина Боровского собралось в качестве группы «Агонь».
1 сентября группа представила клип на песню «Круче всех» совместно с тинейджерской поп-группой Open Kids. 4 ноября состоялся большой сольный «Непохожий концерт», где группа представила первый альбом в обновлённом составе «Любимка», в тот же день состоялась премьера и в «iTunes». Позднее был представлен новый одноимённый сингл с альбома.
27 сентября группа выпустила новые песню и клип «Ух ты какой!» совместно с Меджикулом.

#### VA.NO — проект россиянина, солиста Quest Pistols Show
2025 год, по словам бывшего участника коллектива, Ивана Криштофоренко, группы Quest Pistols и Quest Pistols Show это разные группы. Иван Криштофоренко или VA.NO продвигает себя как исполнителя хитов группы Quest Pistols Show в России. Отсутствует информация по наличию авторских прав у Ивана Криштофоренко на исполнение песен украинской группы Quest Pistols Show в России.

### С 2022 года
После вторжения России все русскоязычные клипы были скрыты с официального ютуб-канала. Первоначальный состав коллектива в составе Антона Савлепова, Никиты Горюка и Константина Боровского летом выступает с благотворительными концертами, а зимой делает заявление о возрождении коллектива. В том же году выходит сингл «Ти неймовірна». Возрождённый коллектив выпускает музыку на украинском языке.

## Евровидение
Группа подавала заявки на участие в «Евровидении» один раз от России и дважды от Украины. Сначала группа хотела отправиться на «Евровидение» 2009 года в Москве и представлять Украину, однако в числе участников отборочного конкурса от Украины группа не оказалась. Она же попыталась с песней «Белая стрекоза любви» пройти российский отбор, но из-за нарушения правил (песню нельзя было исполнять до октября 2008) Quest Pistols не были допущены к российскому отборочному конкурсу.
В 2010 году группа во второй раз пыталась попасть на «Евровидение» в Осло с песней «Я твой наркотик», но опять не оказалась в списке финалистов. В 2011 году Quest Pistols в третий раз подали заявку на участие в «Евровидении» в Баку от Украины, но и эта идея оказалась безрезультатной.

## Видеоклипы
| Год  | Видеоклип                                   | Состав                                                                                                   |
| ---- | ------------------------------------------- | --- |
| 2007 | Я устал                                     | Антон Савлепов, Никита Горюк, Константин Боровский                                                       |
| 2007 | Дни гламура                                 | Антон Савлепов, Никита Горюк, Константин Боровский                                                       |
| 2008 | Для тебя                                    | Антон Савлепов, Никита Горюк, Константин Боровский                                                       |
| 2008 | Клетка                                      | Антон Савлепов, Никита Горюк, Константин Боровский                                                       |
| 2009 | Белая стрекоза любви                        | Антон Савлепов, Никита Горюк, Константин Боровский                                                       |
| 2009 | Он рядом                                    | Антон Савлепов, Никита Горюк, Константин Боровский                                                       |
| 2010 | Я твой наркотик                             | Антон Савлепов, Никита Горюк, Константин Боровский                                                       |
| 2010 | Революция (совместно с Артуром Пирожковым)  | Антон Савлепов, Никита Горюк, Константин Боровский                                                       |
| 2011 | Ты так красива                              | Антон Савлепов, Никита Горюк, Константин Боровский                                                       |
| 2011 | Ты похудела (совместно с Лолитой Милявской) | Антон Савлепов, Никита Горюк, Даниил Мацейчук                                                            |
| 2012 | Разные                                      | Антон Савлепов, Никита Горюк, Даниил Мацейчук                                                            |
| 2013 | Забудем все                                 | Антон Савлепов, Никита Горюк, Даниил Мацейчук                                                            |
| 2013 | Жара                                        | Антон Савлепов, Никита Горюк                                                                             |
| 2014 | Baby Boy                                    | Антон Савлепов, Никита Горюк                                                                             |
| 2014 | Бит (совместно с Secret Q)                  | Антон Савлепов, Никита Горюк                                                                             |
| 2014 | Санта Лючия                                 | Антон Савлепов, Никита Горюк, Мариам Туркменбаева, Вашингтон Саллес, Иван Криштофоренко                  |
| 2015 | Мокрая (ft. MONATIK)                        | Антон Савлепов, Никита Горюк, Мариам Туркменбаева, Вашингтон Саллес, Иван Криштофоренко                  |
| 2015 | Пришелец                                    | Антон Савлепов, Никита Горюк, Даниил Мацейчук, Иван Криштофоренко, Вашингтон Саллес, Мариам Туркменбаева |
| 2016 | Непохожие                                   | Даниил Мацейчук, Иван Криштофоренко, Вашингтон Саллес, Мариам Туркменбаева                               |
| 2016 | Круче Всех (feat. Open Kids)                | Даниил Мацейчук, Иван Криштофоренко, Вашингтон Саллес, Мариам Туркменбаева                               |
| 2017 | Любимка                                     | Даниил Мацейчук, Иван Криштофоренко, Вашингтон Саллес, Мариам Туркменбаева                               |
| 2017 | «Ух ты какой!» (feat. Magicool)             | Даниил Мацейчук, Иван Криштофоренко, Вашингтон Саллес, Мариам Туркменбаева                               |
| 2018 | Убью (feat. Constantine)                    | Даниил Мацейчук, Иван Криштофоренко, Вашингтон Саллес, Мариам Туркменбаева                               |
| 2018 | «Пей вода»                                  | Даниил Мацейчук, Иван Криштофоренко, Вашингтон Саллес, Мариам Туркменбаева                               |
| 2019 | Босоногий мальчик                           | Даниил Мацейчук, Иван Криштофоренко, Вашингтон Саллес                                                    |
| 2019 | На Байке                                    | Даниил Мацейчук, Иван Криштофоренко, Вашингтон Саллес                                                    |
| 2019 | Сладкоежка (feat. VANO)                     | Даниил Мацейчук, Иван Криштофоренко, Вашингтон Саллес                                                    |
| 2020 | Тесно                                       | Даниил Мацейчук, Иван Криштофоренко, Вашингтон Саллес, Мариам Туркменбаева, Никита Горюк, Антон Савлепов |
| 2022 | Ти неймовірна                               | Антон Савлепов, Никита Горюк, Константин Боровский                                                       |
| 2023 | Я Твій Наркотик                             | Антон Савлепов, Никита Горюк, Константин Боровский                                                       |
| 2023 | Очi (feat. Артем Пивоваров)                 | Антон Савлепов, Никита Горюк, Константин Боровский                                                       |
| 2023 | Хто Ми Є                                    | Антон Савлепов, Никита Горюк, Константин Боровский                                                       |
| 2024 | Божевiльна                                  | Антон Савлепов, Никита Горюк, Константин Боровский                                                       |

## Дискография

### Студийные альбомы
| Название   | Информация                                                                                          |
| Для тебя   | - Релиз: 29 ноября 2007 - Лейбл: Bomba Music - Формат: CD, цифровая дистрибуция                     |
| Superklass | - Релиз: 26 ноября 2009 - Лейбл: Первое музыкальное Издательство - Формат: CD, цифровая дистрибуция |
| Любимка    | - Релиз: 4 ноября 2016 - Лейбл: Kruzheva Music - Формат: Цифровая дистрибуция                       |

### Мини-альбомы (EP)
| Название   | Информация                                                                   |
| Soundtrack | - Релиз: 8 марта 2015 - Лейбл: Kruzheva Music - Формат: цифровая дистрибуция |

## Галерея

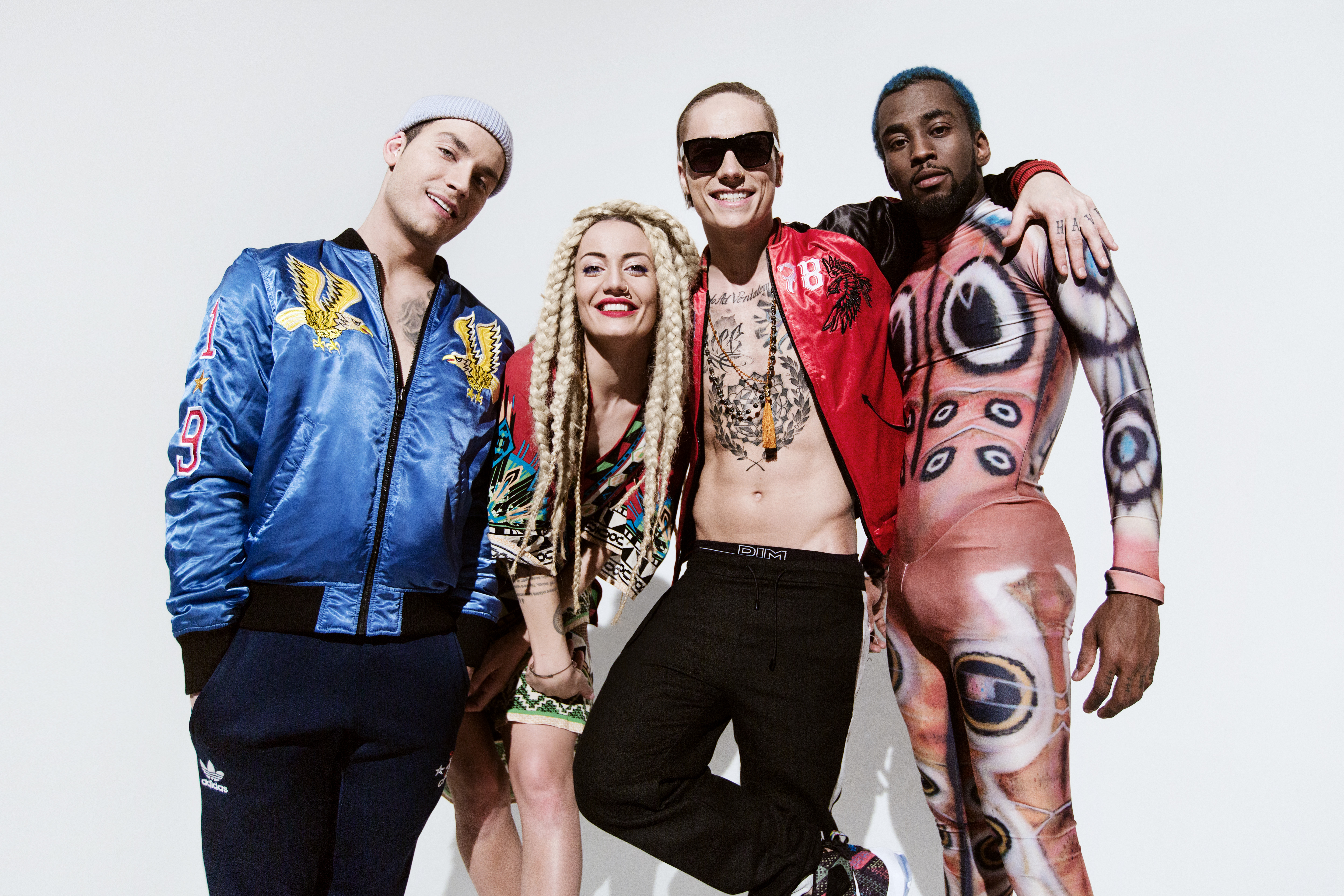
Состав Quest Pistols Show, 2016 год